# Papa Sisto V
Sisto V, nascido Felice Peretti, O.F.M. Conv.; (Grottammare, 13 de dezembro de 1521 – Roma, 27 de agosto de 1590) foi o Papa da Igreja Católica e Soberano dos Estados Papais de 24 de abril de 1585 até o dia de sua morte.

## Início da vida
Felice Piergentile nasceu em 13 de dezembro de 1521 em Grottammare, nos Estados papais, de Francesco Piergentile (também conhecido como Peretto Peretti) e Mariana da Frontillo. Sua família era pobre. Felice adotou mais tarde Peretti como seu nome de família em 1551, e era conhecido como "Cardinal Montalto".
Segundo o biógrafo e historiador da igreja Isidoro Gatti, a família Peretti veio de Piceno, hoje Marche, na Itália. Outra possibilidade é que o nome Montalto se origine de seu pai ter vindo da vila com esse nome, que fica perto da vila de Grottamare, em Peretti. Motoki Nomachi, no entanto, afirma que ele era de origem eslava dálmata, e de acordo com Sava Nakićenović, ele era da família Svilanović de Kruševice, na Baía de Kotor. A teoria de que sua família se originou em Kruševice é sustentada pelo fato de o papa ter usado três peras para seu brasão de armas (o topônimo Kruševice deriva de kruška, "pêra"). Segundo essa teoria, Peretti pode ser uma versão italiana do sobrenome eslavo, pois o próprio Peretti se vincula a peras (pere em italiano).
Por volta de 1552, ele foi notado pelo cardeal Rodolfo Pio, protetor da ordem franciscana, cardeal Ghislieri (mais tarde Papa Pio V) e cardeal Caraffa (mais tarde Papa Paulo IV), e desde então seu progresso foi garantido. Ele foi enviado a Veneza como inquisidor geral da Inquisição Veneziana, mas foi tão severo e conduziu os assuntos de maneira tão arrogante que se envolveu em brigas. O governo pediu sua revocação em 1560.
Após um breve mandato como procurador de sua ordem, ele foi anexado à legação espanhola liderada pelo cardeal Ugo Boncampagni (mais tarde Papa Gregório XIII) em 1565, que foi enviado para investigar uma acusação de heresia contra Bartolomé Carranza , arcebispo de Toledo. A violenta antipatia que ele concebeu para Boncampagni exerceu uma influência marcante em suas ações subseqüentes. Ele voltou a Roma com a adesão de Pio V, que o tornou vigário apostólico de sua ordem e, mais tarde (1570), cardeal.
Durante o pontificado de seu inimigo político Gregório XIII (1572-1585), o cardeal Montalto, como era geralmente chamado, vivia em aposentadoria forçada, ocupado com os cuidados de sua propriedade, a Villa Montalto, erguida por Domenico Fontana perto de sua amada igreja no monte Esquilino , com vista para os banhos de Diocleciano. A primeira fase (1576-1580) foi ampliada depois que Peretti se tornou papa e conseguiu limpar edifícios para abrir quatro novas ruas em 1585-15. A vila continha duas residências, o Palazzo Sistino ou "di Termini" ("dos banhos") e o cassino, chamado Palazzetto Montalto e Felice.
Os romanos deslocados ficaram furiosos, e o ressentimento desse ato ainda foi sentido séculos depois, quando foi tomada a decisão de construir a estação ferroviária central pontifícia (iniciada em 1869) na área da Villa, marcando o início de sua destruição.
A outra preocupação do cardeal Montalto era com seus estudos, um dos frutos que era uma edição das obras de Ambrose. Como papa, ele supervisionou pessoalmente a impressão de uma edição aprimorada da Vulgata de Jerônimo - considerada "uma tradução tão esplêndida da Bíblia para o latim quanto a versão do rei Jaime para o inglês".

## Papado

### Eleição como papa
Embora não deixasse de seguir o curso das coisas, Felice cuidadosamente evitou todas as ocasiões de ofensa. Essa discrição contribuiu pouco para sua eleição para o papado em 24 de abril de 1585, com o título de Sisto V. Uma das coisas que recomendou sua candidatura a certos cardeais pode ter sido seu vigor físico, que parecia prometer um longo pontificado.
A terrível condição em que o papa Gregório XIII deixara os estados eclesiásticos exigia medidas rápidas e severas. Sisto procedeu com uma severidade quase feroz contra a ilegalidade predominante. Milhares de bandidos foram levados à justiça: em pouco tempo o país estava novamente quieto e seguro. Foi alegado que havia mais cabeças humanas em espigões na Ponte Sant'Angelo do que melões à venda no mercado. E clérigos e freiras eram executados se eles quebrassem seus votos de castidade.
O próximo Sisto começou a trabalhar para reparar as finanças. Com a venda de escritórios, o estabelecimento de um novo "Monti" e a cobrança de novos impostos, ele acumulou um vasto excedente, que acumulou contra certas emergências especificadas, como uma cruzada ou a defesa da Santa Sé. Sisto se orgulhava de seu tesouro, mas o método pelo qual ele havia sido acumulado era financeiramente insalubre: alguns dos impostos provaram ser ruinosos, e a retirada de tanto dinheiro da circulação não poderia deixar de causar angústia.
Imensas somas foram gastas em obras públicas, na realização do planejamento abrangente que havia se concretizado durante sua aposentadoria, trazendo água para as colinas sem água do Acqua Felice, alimentando 27 novas fontes; estabelecendo novas artérias em Roma, que ligavam as grandes basílicas, até colocando seu engenheiro-arquiteto Domenico Fontana para replanejar o Coliseu como uma fábrica de seda que abrigava seus trabalhadores.
Inspirado no ideal da cidade renascentista, o ambicioso programa de reforma urbana do Papa Sisto V transformou o antigo ambiente para imitar as "longas ruas retas, amplos espaços regulares, uniformidade e repetitividade de estruturas, uso luxuoso de elementos comemorativos e ornamentais e visibilidade máxima de perspectiva linear e circular". O Papa não estabeleceu limites para seus planos e alcançou muito em seu curto pontificado, sempre realizado em alta velocidade: a conclusão da cúpula de São Pedro; a loggia de Sisto na Basílica de São João em Laterano; a capela do Praesepe em Santa Maria Maggiore; adições ou reparos no Quirinal, Palácios de Latrão e Vaticano; a montagem de quatro obeliscos , incluindo o da Praça de São Pedro; a abertura de seis ruas; a restauração do aqueduto de Septimius Severus ("Acqua Felice"); a integração da cidade Leonina em Roma como XIV rione (Borgo).
Além de inúmeras estradas e pontes, ele adoçou o ar da cidade financiando a recuperação dos pântanos de Pontine. Consequentemente, a organização espacial, inscrições monumentais e restaurações em toda a cidade reforçaram o controle, a vigilância e a autoridade que aludiam ao poder do Papa Sisto V. Houve um bom progresso com mais de 38 500 acres (38 km2) recuperados e recuperados. aberto à agricultura e manufatura. O projeto foi abandonado após sua morte.
Sisto não apreciava antiguidades, que eram empregadas como matéria-prima para servir a seus programas urbanísticos e cristianistas: a Coluna de Trajano e a Coluna de Marco Aurélio (na época identificada como Coluna de Antonino Pio) foram feitas para servir como pedestais para as estátuas de SS Peter e Paul; o Minerva do Capitólio foi convertido em um emblema da Roma cristã; o Septizodium de Septimius Severus foi demolido por seus materiais de construção.

### Administração da igreja
O sistema administrativo subsequente da Igreja Católica devia muito a Sisto. Ele limitou o Colégio dos Cardeais a setenta. Ele dobrou o número de congregações e ampliou suas funções, atribuindo a elas o papel principal na transação dos negócios (1588). Ele encarou os jesuítas com desagrado e suspeita. Ele meditou mudanças radicais em sua constituição, mas a morte impediu a execução de seu propósito.
Em 1588, ele estabeleceu as 15 congregações por sua constituição Immensa Aeterni Dei.[carece de fontes?]

### Sixtine Vulgate e Seputagint
Em maio de 1587, a Sixtine Septuaginta foi publicada sob os auspícios de Sixtus V.
Em maio de 1590, a Sixtine Vulgate foi emitida.
A edição foi precedida pela bula Aeternus Ille, na qual o Papa declarou a autenticidade da nova Bíblia. A bula estipulava "que deveria ser considerada a edição autêntica recomendada pelo Conselho de Trento , que deveria ser tomada como o padrão de todas as futuras reimpressões e que todas as cópias deveriam ser corrigidas por ela". "Esta edição não deve ser reimpressa por 10 anos, exceto no Vaticano, e depois disso qualquer edição deve ser comparada à edição do Vaticano, de modo que" nem mesmo a menor partícula deva ser alterada, adicionada ou removida "sob dor da "maior excomunhão"".
Jaroslav Pelikan, sem dar mais detalhes, diz que esta edição "mostrou-se tão defeituosa que foi retirada".

### Consistórios
Sisto V criou 33 cardeais em oito consistórios durante seu reinado, que incluíam seu sobrinho Alessandro Peretti di Montalto e seu futuro sucessor Ippolito Aldobrandini, que mais tarde se tornaria o Papa Clemente VIII.

### Relações exteriores

Papa Sisto V

Em suas relações políticas mais amplas, Sisto alimentou ambições fantásticas, como a aniquilação dos turcos, a conquista do Egito, o transporte do Santo Sepulcro para a Itália e a adesão de seu sobrinho ao trono da França. A situação em que ele se encontrava era difícil: ele não podia aceitar os desígnios daqueles que considerava príncipes heréticos, mas desconfiava de Filipe II da Espanha e via com apreensão qualquer extensão de seu poder.
Sisto concordou em renovar a excomunhão da rainha Elizabeth I da Inglaterra e conceder um grande subsídio à Armada de Filipe II de Espanha, mas, conhecendo a lentidão da Espanha, nada daria até que a expedição realmente chegasse à Inglaterra. Dessa forma, ele salvou uma fortuna que de outra forma teria sido perdida na campanha fracassada. Sisto mandou o cardeal William Allen elaborar uma advertência à nobreza e ao povo da Inglaterra e da Irlanda, uma proclamação a ser publicada na Inglaterra se a invasão tivesse sido bem-sucedida. O documento existente compreendia tudo o que podia ser dito contra Elizabeth I, e a acusação é, portanto, mais completa e mais forçada do que qualquer outra proposta pelos exilados religiosos, que geralmente eram muito reticentes em suas queixas. Allen entregou cuidadosamente sua publicação ao fogo, e só sabemos disso através de um dos espiões de Elizabeth, que havia roubado uma cópia.
Sisto excomungou Henrique de Navarra (futuro Henrique IV de França) e contribuiu para a Liga Católica , mas se irritou sob sua aliança forçada com Filipe II da Espanha e procurou escapar. As vitórias de Henrique e a perspectiva de sua conversão ao catolicismo aumentaram as esperanças de Sisto V e, em grau correspondente, determinou que Filipe II reforçasse seu domínio sobre seu aliado vacilante. As negociações do papa com o representante de Henrique provocaram um protesto amargo e ameaçador e uma demanda categórica pelo cumprimento de promessas. Sisto se refugiou em evasão e temporizou até sua morte em 27 de agosto de 1590.

### Caso Vittoria Accoramboni
Em 1581, Francesco Peretti, sobrinho do então cardeal Montalto, casou-se com Vittoria Accoramboni, uma mulher famosa por sua grande beleza e realizações, que tinha muitos admiradores. O futuro sobrinho do papa foi, no entanto, logo assassinado, e sua viúva casou-se com o poderoso Paolo Giordano I Orsini, duque de Bracciano, que foi amplamente considerado envolvido no assassinato de seu primeiro marido.
Ao se tornar papa, Sisto V imediatamente prometeu vingança tanto no duque de Bracciano quanto em Vittoria Accoramboni. Avisados a tempo, eles fugiram - primeiro para Veneza e depois para Salò, em território veneziano. Aqui, o duque de Bracciano morreu em novembro de 1585, deixando toda a sua propriedade pessoal à viúva. Um mês depois, Vittoria Accoramboni, que foi morar em Pádua, foi assassinada por um bando de bravos contratados por Lodovico Orsini, parente de seu falecido marido.

### Contracepção, aborto, adultério
Sisto estendeu a pena de excomunhão relacionada aos ensinamentos da Igreja Católica Romana sobre contracepção e aborto. Embora a Igreja tenha ensinado que o aborto e a contracepção eram ações gravemente pecaminosas ("pecados mortais"), ela não aplicava a todos os pecados mortais a penalidade adicional de excomunhão.[carece de fontes?] Embora o homicídio sempre exigisse essa penalidade, a contracepção não. Teólogos e médicos patrísticos e medievais há muito especulavam e debatiam sobre o exato momento em que o óvulo fertilizado se tornara um ser humano.
Embora houvesse amplo consenso entre eles de que a vida estava presente na concepção e que só poderia se tornar um ser humano, o pensamento era que isso não significava necessariamente que Deus havia infundido a alma racional e imortal no corpo na concepção. Seguindo Aristóteles, muitos no Ocidente teorizaram que o assunto tinha que ser preparado até um certo ponto antes que isso acontecesse e, antes disso, havia apenas uma alma vegetativa ou sensível, mas não uma alma humana. Isso significava que matar um organismo antes da infusão da alma humana ainda seria um grave pecado de aborto (ou pelo menos contracepção), mas que não era propriamente um homicídio e, portanto, não exigia excomunhão.[carece de fontes?]
Alguns teólogos argumentaram que somente após a prova da "aceleração" (quando a mãe pode sentir o movimento do feto no útero, geralmente cerca de 20 semanas após a gestação), havia evidências incontestáveis de que a ensoulment já havia ocorrido. Até Sisto V, os advogados canônicos haviam aplicado o código de Graciano, segundo o qual as excomunhões só eram concedidas aos abortos após a aceleração. Em 1588, o papa emitiu uma bula papal, Effraenatam ou Effrenatam ("Sem restrição"), que declarou que a penalidade canônica da excomunhão seria cobrada por qualquer forma de contracepção e por abortos em qualquer estágio do desenvolvimento fetal. O raciocínio sobre o último seria que a alma do feto seria negada ao céu.
Sisto também tentou em 1586 introduzir na lei secular em Roma a penalidade do Velho Testamento por adultério, que é a morte. A medida finalmente falhou.

## Morte e legado
Sisto V morreu em 27 de agosto de 1590 de febre da malária. Ele foi o último papa até hoje a usar o nome Sisto. O papa ficou doente com febre em 24 de agosto e que se intensificou no dia seguinte.
Enquanto Sisto V estava deitado em seu leito de morte, ele era odiado por seus assuntos políticos, mas a história o reconheceu como uma figura significativa na Contra-Reforma. No lado negativo, ele pode ser impulsivo, obstinado, severo e autocrático. Do lado positivo, ele estava aberto a grandes ideias e se lançou em seus empreendimentos com muita energia e determinação. Isso muitas vezes levou ao sucesso. Seu pontificado viu grandes empreendimentos e grandes realizações. Ele dormiu pouco e trabalhou duro. Tendo herdado um tesouro falido, ele administrou seus fundos com competência e cuidado e deixou cinco milhões de coroas nos cofres da Santa Sé quando morreu.
As mudanças realizadas por Sisto no plano de ruas de Roma foram documentadas em um filme, Rome: Impact of a Idea, com Edmund N. Bacon e com base em seções de seu livro Design of Cities.